# ياكوزا

كلمة "ياكوزا" مكتوبة بخط كاتاكانا

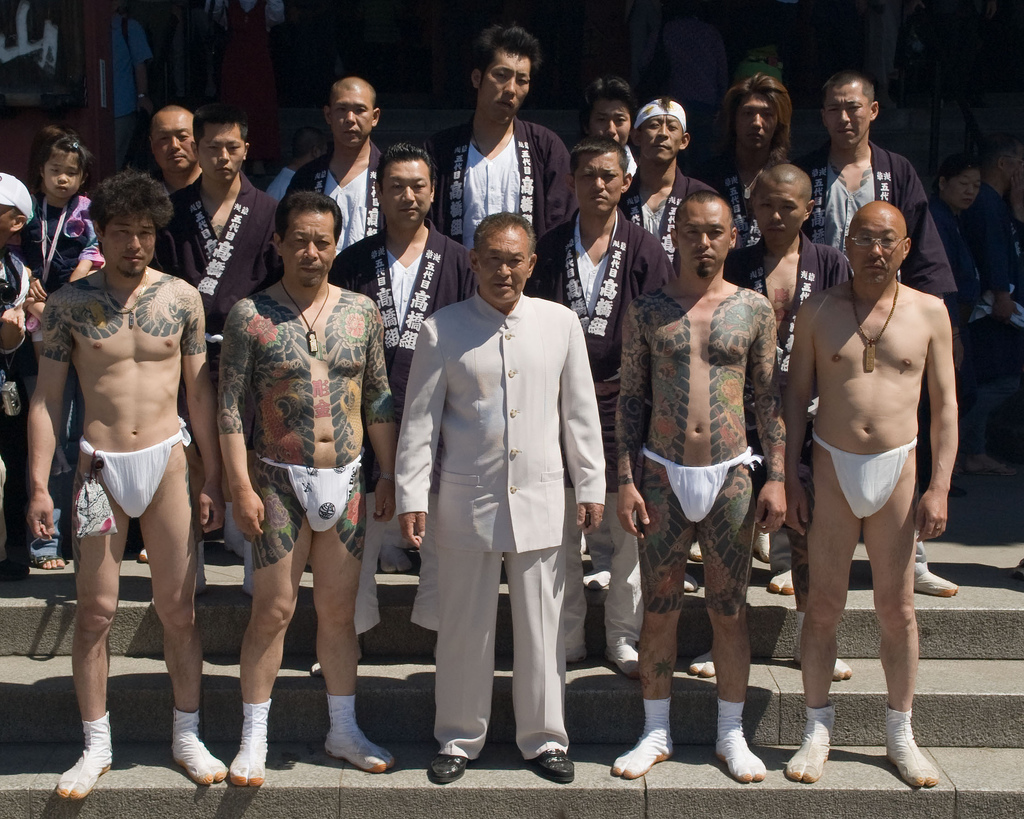
أعضاء منظمة ياكوزا

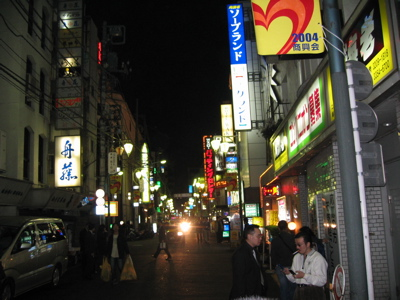
إحدى شوارع مدينة شينجوكو في محافظة طوكيو ، تنتشر ظاهرة ياكوزا.

الياكوزا (باليابانية: やくざ -الهيراغانا- أو ヤクザ -الكاتاكانا-) هو مصطلح عام يطلق على المنظمات الإجرامية في اليابان والتي تُعرف أيضًا باسم جوكودو منذ القرن السابع عشر الميلادي، أطلق اللفظ على الأشخاص المهمشين في المجتمع، رجال الساموراي العاطلين (رونين)، والذين كانوا ينتظمون في جماعات تمارس السلب والنهب، قطاع الطرق، عابري السبيل ولاعبي القمار.

## التسمية
يعود أصل كلمة ياكوزا إلى لعبة أوراق الكوتشينه القديمة تسمى «هانافودا»، كان كل لاعب يتلقى ثلاثة أوراق لعب، والذي يقوم بسحب الأوراق ذات الأرقام 8، 9 و 3 يكون مصيره الخسارة الحتمية.

## التاريخ

### المهمشون والساموراي العاطلون
منذ القرن السابع عشر أصبح لقب الياكوزا من نصيب الأشخاص المهمشين، وقد تشكلت آنذاك مجموعات كابوكي مونو أو المجانين التي خرجت عن مجموعات الـ «هاتاموتو ياكو» أو خدم الشاجون، وضمت نصف مليون محارب من الساموراي الذين أجبروا على البطالة في فترة السلام، فأصبحوا بذلك من «الرونين» أو المحاربين بلا أسياد، ليتحول بعضهم إلى قطاع طرق ينهبون القرى والمدن الصغيرة وعابري السبيل من لاعبي القمار والسكارى.

### نظرية البطل الشعبي
وينفي رجال الياكوزا خروجهم من عباءة الرونين، ويرون أنهم أقرب إلى الـ «الماشي ياكو» أو خدم المدينة، الذين حملوا السلاح للدفاع عن القرى، وهم من الكتَّاب وأصحاب المتاجر والمطاعم والحرفيين والمحاربين المشردين. وسرعان ما تحول الماشي ياكو إلى أبطال شعبيين لدى سكان القرى لما قاموا به من أعمال أشبه بأسطورة روبن هود اللص الشريف، وما زالت الياكوزا ترى في نفسها حتى اليوم دور البطل الشعبي الخارج عن القانون.

### التحول للجريمة المنظمة
تحولت الياكوزا عن مسارها في أواخر القرن التاسع عشر لتركز معظم أنشطتها في التحكم في الأموال وإدارة شبكات البغاء وتهريب المخدرات والأسلحة والاحتيال وغسل الأموال في جنوب شرق آسيا والفلبين، حيث يشكلون حلفاء أقوياء أو خصوماً يصعب هزيمتهم.

### الاستخدام السياسي
وقد استخدمتهم اليابان الحديثة في تدعيم قبضتها، لدرجة أنهم أعدموا في فترة الثلاثينيات، مع بعض القوميين، رئيس الوزراء وعدد من أتباعه حينها. وبعد هزيمة اليابان في الحرب الثانية بأسابيع قليلة، أدرك الأميركيون عمق هيمنة المافيا اليابانية «ياكوزا» وتشكيلها لسلطة خفية وفاعلة يحققها عدد أفرادها الذي يفوق عدد أفراد رجال الشرطة اليابانية، كما حدث في أميركا نفسها حيث كانت المافيات قد عززت مواقعها منذ نهاية القرن التاسع عشر وازدهرت نشاطاتها منذ نهاية الحرب العالمية الثانية.

## عائلة الياكوزا
وتعني عائلة الياكوزا في اليابانية كلمة كومي. وإذا كان البعض يترجم كلمة «كومي» اليابانية بكلمة عشيرة، إلا أن كلمة عائلة هي الأنسب، لأنها تعطي تصوراً أقرب لحقيقة العلاقات في داخلها، والتي تقوم على أسس أبوية من الاحترام والطاعة. ويكون طرفيها العراب (زعيم العشيرة، ويسمى «أويابون») وأبناؤه (كوبون). تتفرع كل عائلة إلى عوائل أصغر ودائما حسب هذا النمط، تبسط سيطرتها على منطقة معينة، وتستعمل كل الوسائل للدفاع عنها في حالة إقدام عائلة أخرى على اختراقها.
على أن يكون واضحاً لرجال الياكوزا الجدد أنه لا داعي للتعرض للـ «كاتاغي»، وهم الأناس العاديون، طالما لم يخرق أحدهم قوانين الياكوزا العامة.

## بناء عائلة الياكوزا
وبنهاية الخمسينيات، تكاملت في اليابان بنية تلك العصابات، حيث يجلس في أعلى الهرم «الأويابون»، زعيم العشيرة أو الأب الروحي، ومن تحته «السايكو كومون»، أو المستشار، الذي يعتمد بدوره على فريق من المحامين والمحاسبين والسكرتيرات، ويليه «الواكاجاشيرا»، وهو الثاني من حيث السلطة، وهو الوسيط الذي يعمل على تنفيذ أوامر الأويابون.
وثمة «الشاتي جاشيرا» في مستوى أعلى ولكن سلطاته أقل، ومن تحته الأخوة، أو زعماء أو العائلات، وتتفرع كل عائلة إلى عائلات أصغر لها حدودها وتخصصها، حيث تبسط سيطرتها على منطقة معينة، وتستعمل الوسائل كافة للدفاع عنها في حالة إقدام عائلة أخرى على اختراقها. وتستمر البنية في الهبوط إلى عصابات صغيرة يلقبونها بالأولاد أو الأطفال، ويمكن لكل ولد تزعم عصابة تخصه على أن يدفع إتاوة شهرية للعصابة الأعلى وهكذا.
ويستمر الأمر على هذا النحو إلى أن يصبح تعداد العشيرة بالآلاف، حيث تنامت أعدادها مع ازدهار الاقتصاد الياباني في الخمسينيات والستينيات، وهذا ما أدى إلى تعديل أساليب العصابات القديمة وشعائرها وعقوباتها عبر وحشية فترات الحرب، ليمسك بها الياكوزا بطريقة أفضل أو البوريوكودان كما تسميها السلطات اليوم.

## أعداد الياكوزا
وفي عام 1960 كان لدى الياكوزا 184 ألف عضو يتوزعون على عصابات دموية في شوارع المدن اليابانية، وفي عام 1996، وحسب إحصاءات الشرطة اليابانية التي لا تعكس الحقيقة بشكل كبير، بلغ تعداد أفراد عصابات الياكوزا حوالي 150.000 شخص، يتوزعون على أكثر من 2000 عائلة أو عشيرة كبيرة. غير أن الخبراء يجمعون القول على أن هذه الأرقام لا تطابق الواقع، وأن عددهم أكبر من هذا الرقم.

## طقوس الولاء
ويترابط أعضاؤها بطقوس واسعة ومعقدة يتم فيها تناول شراب الرز، وتبادل يمين الولاء، ويخضعون لمبادئ صارمة من بينها: قطع طرف الأصبع الخنصر للتكفير عن أفعالهم الخاطئة إذا ما مست عشيرتهم، وهو المعروف بتقليد «يوبيتسوما»، الذي يعني خجل وضعف اليد، التي لا يستطيع صاحبها حمل السيف بثبات، وعند تكرار الخطأ يبتر طرف الإصبع الثاني.

## الوشم
ويعود استخدام الوشم لديهم أيضاً لفكرة العقاب نفسها، حيث كان عادة ما يتم وشم المجرم بحلقة سوداء حول ذراعه لكل خطأ يرتكبه، لكن سرعان ما تحول الوشم إلى وسيلة لاختبار القوة، خصوصاً أن إنجاز الأسود منها يستغرق ساعات طويلة.

## قوانين أخلاقية داخلية
وكان من بين قواعدهم ما يحرم انتهاك حرمة أطفال ونساء عضو آخر من العائلة، وتحريم كشف أسرار العائلة، أو عدم طاعة الأوامر العليا، أو التورط في تجارة المخدرات، أو شبهة سرقة أموال العائلة، أو اللجوء إلى الشرطة أو لرجال القانون. [بحاجة لمصدر]

## القوانين
تجد بعض الفئات الاجتماعية المهمشة في هذه العصابات ملجأ لها، وتكتسب هوية جديدة، مقابل بعض التنازلات كالالتزام بالنظام الداخلي. من أهم الشروط هذا النظام هي الولاء للعائلة التي تحتضن المنتسب الجديد. القاعدة المهمة الثانية هي عدم التعرض للـ«كاتاغي»، وهي التسمية التي تطلق على الأناس العاديين من غير الياكوزا، طالما لم يقم هؤلاء بخرق القوانين العامة طبعا.

## الأنشطة الرسمية
في العلن تبدو نشاطات هذه العصابات العائلية رسمية وقانونية. يتجول رجالها في وضح النهار في الأحياء، ويعلنون أنهم نشطاء ضمن جمعيات اجتماعية ذات أهداف غير نفعية، تعرف الشرطة أسماء وشخصيات أغلب العرابين الكبار (oyabun). يختصر دورهم الرسمي الاجتماعي في الدفاع عن سكان الحي ضد اللصوص والأعمال التخريبية التي يقوم بها الـ«بوسوزوكو» (bôsôzoku)، وهم جماعة من الصعاليك يمتطون الدراجات النارية صاخبة، وغالبا ما ينتهي أمرهم بأن ينضموا إلى إحدى عصابات الياكوزا. تقوم هذه الجماعات بالدفاع عن الحي مع التزامها بعدم الإخلال بالأمن العام.

## سنوات الانهيار
بعد أن توسعت هذه المنظمة على مستوى اليابان أصبحت تشكل قلق كبير للحكومة اليابانية مما جعلها تحارب هذه المنظمة حتى ضعفت تدريجياً لدرجة الأنهيار وفي تاريخ 14 فبراير 2001 استعان فيغيوا إحدى قادة هذه الجماعة بخبير العصابات الهندي داود إبراهيم لمواجهة انهيار الجماعة التي تضم أكثر من 200 ألف عضو، وقد استطاع بالفعل النهوض بالجماعة وعودتها من جديد

## الأنشطة الموازية
يستمد الياكوزا مواردهم الأخرى من كل ما هو ممنوع ومحرم: ألعاب القمار، الدعارة، الأسلحة النارية -وهي ممنوعة في اليابان-، المخدرات وغيرها. يتلقون أموالا مقابل تأمين الحماية للمتاجر والمحلات. لديهم نظام بنكي ربوي فريد من نوعه، يستطيع أي شخص أن يقترض منهم مالا، وبالقيمة التي يريد، يوفر له المبلغ في ظرف قياسي، ولا يحتاج إلى أن يجيب على أية أسئلة، الشرط الوحيد هو تسديد رأس المال مع الفوائد والتي تكون فاحشة وفي الآجال المتفق عليها. تكون عواقب تأخير رد المبلغ وخيمة، وبعد مرحلة المضايقات الأولية، يلجأ رجال العصابات في النهاية إلى التخلص من الزبون، ثم تتبعه عائلته.
يأخذ رجال الياكوزا دورا في المهرجانات المحلية مثل سانجا ماتسوري حيث يقدمون الدعم المادي ويقومون بحمل الضريح عبر الشوارع.

## الأدب والسينما
ترك رجال عصابات الياكوزا صورة مؤثرة في الذاكرة الشعبية. فهم يخضعون أنفسهم لمبادئ صارمة ولديهم ميثاق شرف يلتزمون به إلى حد الهلاك، يقومون باتخاذ وشوم مختلفة على أجسادهم، لا يتورعون عن قطع طرف الخنصر (الأصبع الصغير) للتكفير عن أفعالهم إذا ما مست كرامة عشيرتهم. تصورهم الروايات الأدبية والسينما اليابانية كأبطال يدافعون عن حقوقهم.
ظهر نوع خاص من الأفلام التي تتناول حياة هذه المنظمات، تعرف باسم (نينكيو-إييغا)، وغالبا ما تكون أحداث القصة المثالية عن أحد آخر الشجعان والذي يحاول أن يدافع بسيفه عن شرف عائلته وحقوق المستضعفين!، يخوض المعركة ضد أطراف أكثر قوة منه، وهو يعرف أن مصيره الموت في النهاية. كان للفيلم الأمريكي «ياكوزا» والذي قام بدور البطولة فيه الممثل «روبرت ميتشوم» و«تاكاكورا كن»، دورا كبير في تعريف المجتمع الغربي بهذا العالم الإجرامي، غيرا أن أكثر الأفلام مطابقة لواقع هذه الجماعات هي تلك التي يخرجها «تاكيشي كيتانو»، وفيلم «سوناتين» هو أحسن مثال على الحياة الصاخبة لهذه العصابات.

### إرث الياكوزا

#### الياكوزا في المجتمع
كانت علاقات الياكوزا مختلطة مع المجتمع الياباني. رغم كونهم منبوذين قد يُنظر إلى بعض أفعالهم أنها ذات آثار إيجابية على المجتمع. مثلًا يمنعون المنظمات الإجرامية الأخرى من العمل في مناطق عملياتهم. ومن المعروف أنهم يقدمون الإغاثة في أوقات الكوارث. لقد رسمت هذه الإجراءات في بعض الأحيان الياكوزا في ضوء إيجابي إلى حد ما داخل اليابان. ومع ذلك أدت حروب العصابات واستخدام العنف أداةً إلى عدم قبولهم عند عامة الناس. انظر جريمة قتل جونكو فوروتا.

#### في الأفلام
وُجدت الياكوزا في وسائل الإعلام والثقافة في العديد من الأنماط المختلفة. بإنشاء نوع خاص بها من الأفلام داخل صناعة السينما اليابانية يتجلى تصوير الياكوزا أساسًا في أحد نموذجين أصليين، تصويرهم أنهم رجال شرفاء ومحترمون، أو مجرمون يستخدمون الخوف والعنف وسيلةً لعملياتهم. أفلام مثل (Battles Without Honor) و (Humanity) و (Dead or Alive) تصور بعض الأعضاء أنهم مجرمون عنيفون مع التركيز على العنف، في حين تركز أفلام أخرى أكثر على الجانب «التجاري» للياكوزا.
أدى فيلم (Minbo) عام 1992 -وهو عرض ساخر لأنشطة الياكوزا- إلى الانتقام من المخرج، إذ هاجم أفراد عصابات الياكوزا الحقيقيون المخرج جوزو إيتامي بعد وقت قصير من إصدار الفيلم.
حظيت أفلام الياكوزا أيضًا بشعبية في السوق الغربية مثل فيلم (The Yakuza) عام 1975 وفيلم (1989 Black Rain) وفيلم (2005 Into the Sun). في فيلم «المنتقمون: نهاية اللعبة»، قاتل رونين أعضاء من الياكوزا في اليابان.

#### التليفزيون
تؤدي الياكوزا دورًا مهمًا للغاية في طبعة هاواي فايف-أو. كان آدم نوشيموري زوج شخصية كونو كالاكوا هو الرئيس السابق للياكوزا الذي تولى المنصب بعد وفاة والده هيرو نوشيموري. كان شقيق آدم مايكل نوشيموري أيضًا جزءًا من الياكوزا.
ياكوزا هي أيضًا أساس المسلسل التلفزيوني لبي بي سي (2019 Giri / Haji)، الذي يعرض شخصية تتعرض حياتها للخطر بعد الاشتباه بارتكاب جريمة قتل مرتبطة بـالياكوزا.
كانت الياكوزا أيضًا قوة بارزة في سلسلة أمازون برايم «الرجل في القلعة العالية»، إذ ظهروا في جميع المواسم الأربعة للمسلسل.
في سلسلة الرسوم المتحركة للبالغين (FXX) آرشر تشارك بام بوفي مديرة الموارد البشرية في وكالة التجسس التابعة لداعش في سباقات السرعة التنافسية مع الياكوزا. بعد حل الوكالة وقعت في مواجهة مع زمرة من الياكوزا المحلية بعد دفع ثمن كمية كبيرة من حبوب الأمفيتامين بعملة مزورة.
في المسلسل التلفزيوني الياباني (Midnight Diner) وما تلاه من استمرار نتفلكس في إنتاجه هناك شخصيتان بارزتان من أعضاء الياكوزا. ريو كينزاكي وجين التابع له الذي غادر الياكوزا فيما بعد لكسب عيش شريف.
في حلقة (Happy Hours) من مسلسل المكتب -إصدار الولايات المتحدة- هيد هو جراح قلب يعمل في المستودع. تكمن خلفيته في أنه قتل عمدًا رئيس الياكوزا الذي كان بحاجة إلى قلب جديد.

#### الألعاب الإلكترونية
سلسلة ألعاب الفيديو ياكوزا، التي أُطلقت في الثامن من ديسمبر عام 2005 تصور تصرفات العديد من الأعضاء ذوي الرتب المختلفة في الياكوزا إضافةً إلى شركاء إجراميين مثل رجال الشرطة الفاسدين ومرابي القروض. تتناول السلسلة بعض الموضوعات نفسها التي يتناولها نوع أفلام الياكوزا مثل العنف والشرف وسياسة النقابات والوضع الاجتماعي للياكوزا في اليابان. كانت السلسلة ناجحة إذ أنتجت تتابعات وفيلمًا وفيلمًا حيًا ومسلسلًا على شبكة الإنترنت.
يتميز جراند ثفت أوتو 3 (Grand Theft Auto III) بجماعة من الياكوزا التي تساعد بطل اللعبة في الفصلين الثاني والثالث بعد أن قطعوا علاقاتهم بالمافيا. يستمد الياكوزا معظم دخلهم من كازينو كينجي ويقاتلون لمنع العصابات الأخرى من بيع المخدرات في أراضيهم في أثناء سعيهم لحماية أنشطتهم من تدخل الشرطة. قرب نهاية الفصل الثالث يغتال اللاعب زعيم الياكوزا ويُعدم الأعضاء الآخرون لاحقًا على يد عصابات كولومبية.
تتميز لعبة هيتمان 2:سايلنت أساسين (Hitman 2: Silent Assassin) بمهمة محددة في اليابان إذ يغتال العميل 47 ابن تاجر أسلحة ثري في أثناء اجتماع العشاء مع رئيس ياكوزا في منزله الخاص. المهمة في لعبة لاحقة قاتل مأجور عُيّن في مستشفى منعزل على قمة جبل يضم محاميًا ومساعدًا سيئ السمعة من الياكوزا أحد هدفين سيُغتالون.

#### في المانغا والأنمي والدراما
جوكوسين: مانغا (2000) دراما (2002، 2005 و2008) وأنمي (2004). تصبح وريثة عشيرة من الياكوزا معلمة في مدرسة ثانوية وتمر بمواقف صعبة وتُخصص فئة من الجانحين لتعلمهم الرياضيات بينما تنخرط تدريجيًا في عدة مستويات أخرى وتذهب إلى أبعد من ذلك لإخراج طلابها من موقف سيئ باستخدام مهاراتها أحيانًا وريثةً لعشيرة الياكوزا.
رئيسي بطلي: مخزون الأفلام (2001) دراما (2002). قائد عصابة شاب يبدو أنه غبي جدًا بحيث لا يمكنه القيام بعمله يفتقد الكثير لأنه لا يستطيع العد بشكل صحيح ومن ناحية أخرى فهو أمي فعليًا. أجبره والده بعد ذلك على العودة إلى المدرسة الثانوية للحصول على شهادته من أجل الوصول إلى خلافة العشيرة. يجب ألا يكشف عن عضويته في الياكوزا كي لا يُطرد فورًا.
توجد العديد من المانجا لـريويتشي إكيغامي في وسط العالم السفلي الياباني:
●     بكاء فريمان (1986).
●    الملاذ (1990) هوجو واسامي، أصدقاء الطفولة، لديهما هدف واحد فقط: إعادة طعم الحياة لليابانيين، وإحداث ثورة في البلاد. لهذا قرروا تسلق سلم السلطة، واحد في الضوء، كسياسي، والآخر في الظل، مثل الياكوزا.
●    السلالة (1996).
●     اللهيب (1999) تاتسومي كاراساوا هو صاحب نادٍ في طوكيو يخطط لتوسيع أعماله. إنه يسبب وقتًا عصيبًا ليس فقط للشرطة، ولكن أيضًا للياكوزا، التي يتمكن من حشد عدد معين منهم إلى جانبه.

## وصلات خارجية
- فيديو: السلطات اليابانية تلقي القبض على زعيم عصابة ياكوزا.